# Mateo Saldaña Dosal
Mateo de los Ángeles Saldaña Dosal (* 2. August 1875 in Totatiche/Jalisco; † 1951 in Mexiko-Stadt) war ein mexikanischer Maler, Bildhauer und Restaurator.

## Biografie
Saldaña, Sohn von Miguel Saldaña y Francisca Dosal, wuchs in Colotlán auf. Er kam im Alter von 16 Jahren nach Mexiko-Stadt und studierte an der Escuela Nacional de Bellas Artes. Dort war er Schüler von Jesús Fructuoso Contreras.
Ab 1902 lehrte er selbst als Professor an der Escuela Nacional de Bellas Artes. Er restaurierte auch mehrere Gemälde, darunter auch prähispanische, und Fresken. Saldaña malte auch das heutige Wappen Saltillos nach einem Entwurf des Vito Alessio Robles. Einige seiner Bilder erzielten bereits Preise zwischen 10 und 50 Millionen US-Dollar.
In Mexiko-Stadt ist heute die Avenida Mateo Saldaña nach ihm benannt und in Totatiche ist sein Name auf der im Jahr 2000 errichteten Ehrentafel berühmter Personen des Municipios aufgeführt.